# バットガール (映画)
『バットガール（原題）』（原題：Batgirl）は、DCコミックスの「バットガール」に基づくアメリカ合衆国のスーパーヒーロー映画。DCエクステンデッド・ユニバースの一作品。バットマンの協力者として知られるゴッサム市警のジェームズ・ゴードンの娘であるバーバラ・ゴードンがバットガールとなって活躍する姿を描く。
監督は『バットボーイズ フォー・ライフ』『ミズ・マーベル』のアディル・エル・アルビとビラル・ファラー、脚本は『ハーレイ・クインの華麗なる覚醒 BIRDS OF PREY』『バンブルビー』のクリスティーナ・ホドソン、主人公 バーバラ・ゴードン役は『イン・ザ・ハイツ』のレスリー・グレイスが務める。また、映画『ジャスティス・リーグ』でジェームズ・ゴードンを演じたJ・K・シモンズが同役を、映画『バットマン』及び『バットマン リターンズ』でブルース・ウェインを演じたマイケル・キートンが同役を再演する。
2022年にHBO Maxで配信予定だったが、お蔵入りとなった。

## キャスト
バーバラ・ゴードン / バットガール
演 - レスリー・グレイス
ジェームズ・ゴードン
演 - J・K・シモンズ
ファイアーフライ
演 - ブレンダン・フレイザー
ブルース・ウェイン / バットマン
演 - マイケル・キートン
アリシア・ヨー
演 - アイボリー・アキーノ
アンソニー・ブレッシ
演 - ジェイコブ・スキピオ

## 公開
ワーナー・ブラザース傘下の定額制動画配信サービスであるHBO Max向けの映画として、2022年配信を目処に製作されていた。
2022年4月には、ワーナーメディアがディスカバリーと統合しワーナー・ブラザース・ディスカバリーとなったことを機に、本作が劇場向けに作り変えられるかもしれないという情報がPuck NewsとDen of geekより報じられた。

### お蔵入り
本作はマーベル・シネマティック・ユニバースを統括するケヴィン・ファイギも期待を寄せる一作であったが、2022年8月、コスト削減と劇場公開作品へのリソース集中を狙うワーナー・ブラザース・ディスカバリーの新たな企業戦略によって、完成間近でお蔵入りとなった。ハリウッド・リポーターによれば、本作は試写で『IT／イット “それ”が見えたら、終わり。』や『シャザム！〜神々の怒り〜』並の点数を得るなど好感触であったが、8000万～9000万ドルという『THE BATMAN-ザ・バットマン-』より約1億ドルも少ない予算で作られたが故に劇場公開に見合うスペクタル性を有しているとは見なされず、一方で配信作品にしては費用がかさみすぎていたという。
ワーナー・ブラザース・ディスカバリーの最高経営責任者（CEO）のデヴィッド・ザスラフは、2022年8月4日に行われた第2四半期決算説明会の質疑応答の中で、「我々はリセットを行いました。事業を再構築したのです」「我々が取り組むのは『品質重視』。仕上がっていない映画は絶対に公開しません。これからは全ての映画において、どうすればより良いものが作れるかということに集中します」と述べ、撮影が完了していたにもかかわらず、本作品を損切りする形で異例の公開中止に踏み切ったことを事実上認めた。
この件に関して、監督のアディル・エル・アルビとビラル・ファラーは「ニュースに悲しみ、ショックを覚えています。いまだに信じられません」とコメントを発表し、主演のレスリー・グレースも「最近のニュースを受けて混乱しています。スコットランドで7ヵ月以上、素晴らしいキャストと精力的なスタッフのみんながこの映画に込めた愛、ハードワーク、そして意志を誇りに思います」とコメントをだしている。